# Baskische Nationale Bevrijdingsbeweging
De Baskische Nationale Bevrijdingsbeweging (Baskisch: Euskal Herri Askapenerako Mugimendua, Spaans: Movimiento de Liberación Nacional Vasco) is een ontvoogdingsbeweging die alle vakbonden, sociale, politieke en paramilitaire organisaties verenigt die voor een onafhankelijk Baskenland strijden.

## Geschiedenis[1]
Het Baskisch nationalisme vindt haar oorsprong in de negentiende eeuw. Zij werd een politieke factor met de oprichting in 1895 van de - nog steeds bestaande - Partido Nacionalista Vasco (PNV) met als stichter Sabino Arana (1865-1903). De termen Euskadi, als aanduiding voor Baskenland, en Euskera als aanduiding voor de Baskische taal, zijn 'uitvindingen' van Arana zelf, die tevens de ikurriña ontwierp, die oorspronkelijk alleen als PNV-vaandel fungeerde. De gebieden die nu samen Baskenland heten vormden lang niet altijd en in alle opzichten een eenheid. Arana begon zelf zijn carrière als 'Biskaans nationalist'. Pas later ging hij spreken over een land der Basken dat volgens hem ook Guipúzcoa, Araba, Frans- en Spaans-Navarra, Soule en Labourd zou moeten omvatten. Tot op heden is de PNV de belangrijkste beweging binnen het Baskisch nationalisme gebleven. Tot de jaren zestig was zij de enige grote Baskisch-nationalistische beweging. Waar de PNV aan het begin van de 21e eeuw een centrumrechtse politieke partij is, heeft Arana in 1896 ook de term "ezker abertzalea" of "abertzale" voor het eerst gebruikt, pattriotistisch links. Deze stroming zou alle linkse bewegingen en organisaties gaan omvatten die streden en strijden voor een onafhankelijk Baskenland, waaronder terreurorganisatie ETA, en politieke partijen als Batasuna en Bildu.

### Het Baskisch nationalisme tot aan de Tweede Republiek
Wat vanuit hedendaags perspectief het meest opvalt aan de eerste opvattingen van de PNV, is het racistische karakter ervan. Arana verkondigde onverbloemd dat de Spanjaard aan de Bask inferieur is. De Baskische superioriteit bleek ook uit hun religiositeit. Voor de PNV liepen het religieuze en het politieke direct in elkaar over. Het geloof en de clerus speelden een centrale rol in de partij. En dan is er nog de eigen taal, toen nog een verzameling dialecten, die de Basken van de Spanjaarden zou onderscheiden en die volgens Baskisch nationalisten door de Spanjaarden werd vernietigd. Bij de oprichting van de PNV speelde de taal overigens een betrekkelijk geringe rol. Baskenland moest volgens de PNV een onafhankelijke, traditionele, zuiver Baskische, rooms-katholieke samenleving worden. Het reactionaire en katholieke Baskisch nationalisme in de jaren dertig van de twintigste eeuw vond onder de traditionele, antiliberale en streng gelovige plattelandsbevolking veel weerklank. Dit laat zich verklaren, doordat Baskenland van grofweg 1860 tot 1920 een razendsnelle modernisering doormaakte dankzij de aanwezigheid van grote hoeveelheden ijzererts. De effecten van dit alles op de Baskische samenleving waren enorm. In 1877 telde Baskenland 450.000 inwoners, in 1900 al 609.000 en in 1930 waren er dat 891.000. Het overgrote deel van de nieuwe industriearbeiders en mijnwerkers waren Spaanse immigranten.
Een erg sterke positie wist de PNV in de eerste vijfendertig jaren van haar bestaan niet te verwerven. Wanneer Ramón de la Sota zich bij de partij aansloot, kreeg de PNV de beschikking over meer geld en over meer geschoolde leden met een wat hogere maatschappelijke positie. Na Arana's dood in 1903 bleven spanningen tussen de gematigde tak en de radicale tak van de nationale beweging bestaan. Ten tijde van de dictatuur van Primo de Rivera (1923-1930) bestond er nauwelijks speelruimte voor nationalistische groeperingen binnen Spanje.

### De periode van de Tweede Republiek (1931-1936)
Met de komst van de Tweede Republiek in 1931 gloorde voor het Baskisch nationalisme enige hoop. De nieuwe machthebbers stonden in principe minder afwijzend ten opzichte van autonomie voor Catalonië en Baskenland. Nationalistische denkbeelden vonden onder de Basken nu veel aanhang. De PNV zat binnen de bestaande politieke constellatie als het ware klem tussen de antiklerikale, linkse wal en het unionistische, rechtse schip. Zij stemde dan ook niet voor de grondwet van 1931. Er was in de grondwet wel een mogelijkheid gecreëerd tot het verlenen van een vorm van autonomie aan Baskenland. De onderhandelingen verliepen buitengewoon moeizaam. Uiteindelijk werd besloten dat Navarra geen deel van Baskenland zou gaan uitmaken. Het felomstreden statuut werd uiteindelijk op 1 oktober 1936 verleend, toen de Spaanse Burgeroorlog al meer dan twee maanden oud was en Guipúzcoa al vrijwel geheel door opstandelingen was veroverd.

### De Basken en de Spaanse Burgeroorlog
De Spaanse Burgeroorlog is het hoogtepunt, of zo men wil dieptepunt, in de Spaans-Baskische strijd. De PNV was de enige katholieke groepering die zich als groepering opstelde achter de verdedigers van de Tweede Republiek, zij het niet eensgezind. Het liefst zou zij helemaal niet partij hebben gekozen. De PNV vocht in de eerste plaats voor Baskenland in plaats van voor de Republiek of tegen Franco. De regering van Baskenland, die na het verkrijgen van het statuut werd gevormd, hield duidelijk een eigen agenda. Zo gaf zij nooit het bevel over haar leger uit handen. Na de val van Bilbao in juni 1937 was heel het Baskisch grondgebied in Franco's handen. De repressie door de Franquisten was buitengewoon hard. Wat de nieuwe machthebbers betreft zouden Baskenland en de Baskische cultuur ophouden te bestaan. Iedere uiting van een Baskische identiteit werd bestreden. Van enige vorm van autonomie voor Baskenland was nu uiteraard geen sprake meer.

### Het einde van de Burgeroorlog en de oprichting van ETA

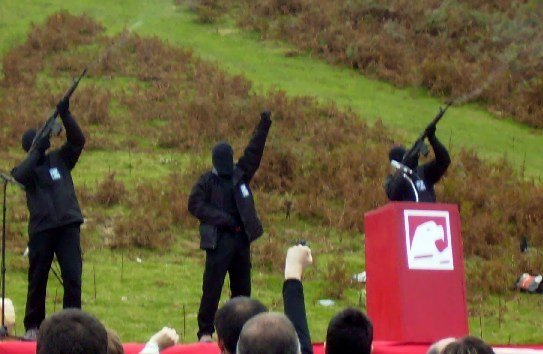
Etarras vuren salvo's af in de lucht

Nu haar gebied geheel in handen van de vijand was geraakt, week de Baskische PNV-regering eerst uit naar het nog niet veroverde deel van Spanje, en ging vervolgens in 1939 naar Parijs in ballingschap. Zij rekende op steun van de geallieerden, in het bijzonder de Verenigde Staten, die met het ontstaan van de Koude Oorlog hun interesse voor de Baskische zaak verloren. De regering in ballingschap, toch het uithangbord van de PNV, kon eigenlijk weinig voor de Basken in Baskenland doen. Onvrede met het te slappe optreden van de 'verouderde' PNV en de collaboratie van veel andere Basken speelden dan ook een grote rol bij de oprichting op 31 juli 1959, dezelfde dag waarop de PNV was opgericht, van Euskadi Ta Askatasuna (ETA). Als marxistisch-leninistische organisatie streefde ETA net als PNV een onafhankelijk Baskenland na, echter niet met een traditionalistische, Rooms-Katholieke samenleving, maar een met socialistische fundamenten. Tot het systematisch gebruik van zwaar fysiek geweld ging ETA pas aan het einde van de jaren zestig over.

### De laatste jaren van het Franco regime en het post-Franco tijdperk
In Spanje werd Baskenland een ware haard van onrust. Het optreden van ETA paste in het harde klimaat van de laatste jaren van het Franco regime. Na de dood van Franco werd in 1976 een algemeen referendum over politieke hervormingen in Spanje gehouden. In 1977 waren er vrije verkiezingen. In december 1978 werd een nieuwe grondwet aan het Spaanse volk voorgelegd en bij overgrote meerderheid van stemmen in een referendum bekrachtigd. In die nieuwe constitutie lag de onlosmakelijke eenheid van de Spaanse natie verankerd, maar ook 'het recht op autonomie van nationaliteiten en regio's die samen Spanje vormen en onderling solidair dienen te zijn'. Het lag voor de hand dat Baskenland in aanmerking wilde komen voor een autonomiestatuut. Hierover werden onderhandelingen gevoerd, waarbij de PNV optrad als voornaamste vertolker van de Baskische gevoelens. Ook over de uitkomst hiervan werd een referendum gehouden en ook daarvan was de uitslag positief. Dit referendum gaf de autonome Baskische regering ruimere bevoegdheden dan ooit enig regionaal bestuur in Baskenland had bezeten. In 1982 werd begonnen met de implementatie van het autonomiestatuut. De autonome regio Baskenland heeft tegenwoordig een eigen regering en parlement en het meest ruime autonomiestatuut van heel Europa.
Nochtans werden de onrust in Baskenland en het geweld van ETA niet minder na de dood van Franco. De Transición werd namelijk in geheel Spanje positief ontvangen, maar bij het genoemde referendum onthield 53% van de Baskische stemgerechtigden zich, bij de nieuwe grondwet 55% en bij de aanvaarding van het autonomiestatuut ruim 40%. Navarra gaf dan weer in een referendum te kennen geen deel uit te willen maken van Baskenland en vormt een eigen autonome regio. Eind 20e eeuw kwam bij het georganiseerde geweld van ETA bovendien de kale borroka, politiek gemotiveerd vandalisme, vernielingen en brandstichting van instellingen die als kapitalistisch en Spaans-gezind werden beschouwd. Hoewel de daders van deze ongeorganiseerde strijd vaak jongeren waren zonder banden met ETA, eindigde een deel van hen wel binnen de terreurorganisatie. Het hoogtepunt van kale borroka was in het midden van de jaren '90.

### Einde van het geweld
Door het afbrokkelen van de maatschappelijke steun voor de gewapende strijd voor onafhankelijkheid, en het krachtige politie-optreden, waren er in het eerste decennium van de 21e eeuw steeds minder geweldplegingen uit naam van de onafhankelijkheid. In maart 2006 kondigt ETA een wapenstilstand af. In oktober 2011, na de Internationale Vredesconferentie van San Sebastian, waar meerdere nationale en internationale persoonlijkheden, waaronder Kofi Annan en een aantal kopstukken achter de vrede in Noord-Ierland, oproepen tot een einde van de gewapende strijd, kondigt ETA aan de wapens neer te leggen. Sindsdien heeft de strijd zich verplaatst naar de politieke arena.

## Paramilitaire organisaties
- Euskadi Ta Askatasuna (ETA)

## Politieke partijen
- Batasuna (Eenheid)
- Eusko Abertzale Ekintza (EAE-ANV) (Baskische Nationale Actie)
- Herri Alderdi Sozialista Iraultzailea (HASI) (Socialistische Revolutionaire Volkspartij)
- Herri Batasuna (Eenheid van het volk)
- Euskal Herritarrok (Wij Basken)
- Euskal Herrietako Alderdi Komunista (EHAK) (Communistische Partij van Baskenland)
- Bildu

## Vakbonden en sociale organisaties
- Langile Abertzaleen Batzordeak (LAB) (Nationalistische Arbeidersvereniging)
- Jarrai (Volg ons, jeugdvereniging)